# NGC 1017
NGC 1017 è una galassia a spirale situata nella costellazione della Balena, a una distanza di circa 224 milioni di anni luce dalla nostra Via Lattea.

## Scoperta
La galassia è stata scoperta nel 1886 dall'astronomo statunitense Lewis Swift.